# Samuel Barathay
Samuel René Louis Barathay (Vinzier, 1 de junio de 1968) es un deportista francés que compitió en remo.
Participó en tres Juegos Olímpicos de Verano, entre los años 1992 y 2000, obteniendo una medalla de bronce en Atlanta 1996, en la prueba de doble scull. Ganó dos medallas en el Campeonato Mundial de Remo, en los años 1993 y 1994.

## Palmarés internacional
| Juegos Olímpicos   | Juegos Olímpicos              | Juegos Olímpicos  | Juegos Olímpicos |
| Año                | Lugar                         | Medalla           | Prueba           |
| ------------------ | ----------------------------- | ----------------- | ---------------- |
| 1996               | Atlanta (Estados Unidos)      | Medalla de bronce | Doble scull      |
| Campeonato Mundial |                               |                   |                  |
| Año                | Lugar                         | Medalla           | Prueba           |
| 1993               | Račice (República Checa)      | Medalla de oro    | Doble scull      |
| 1994               | Indianápolis (Estados Unidos) | Medalla de bronce | Doble scull      |